# Stadion Miloud Hadefi
Stadion Miloud Hadefi (arab. ملعب ميلود هدفي) – wielofunkcyjny stadion w Bir al-Dżir, na przedmieściach Oranu, w Algierii. Został otwarty 17 czerwca 2021 roku. Może pomieścić 40 163 widzów.
Budowa stadionu rozpoczęła się w 2010 roku, a pierwsze wydarzenie na obiekcie (mecz piłkarski Algieria – Liberia 5:1) miało miejsce 17 czerwca 2021 roku (choć obiekt nie był wówczas jeszcze w 100% ukończony, poza tym, w związku z pandemią COVID-19, spotkanie odbyło się bez udziału publiczności). W 2022 roku stadion ma być główną areną 19. Igrzysk Śródziemnomorskich.